# Mohamed Landolsi
Mohamed Aziz Landolsi – tunezyjski zapaśnik walczący w stylu klasycznym. Brązowy medalista mistrzostw Afryki w 2020. Mistrz Afryki juniorów w 2020 i kadetów w 2018 roku.